# Campbell Hill
Campbell Hill är en ort (village) i Jackson County i Illinois. Vid 2020 års folkräkning hade Campbell Hill 309 invånare.